# Udinese Calcio 1997-1998
Questa voce raccoglie le informazioni riguardanti l'Udinese Calcio nelle competizioni ufficiali della stagione 1997-1998.

## Stagione
Nel campionato 1997-1998 l'Udinese ha colto uno storico terzo posto nel massimo campionato, con 64 punti raccolti, alle spalle della Juventus campione d'Italia e dell'Inter, ma con cinque punti di vantaggio sulla Roma al quarto posto, riprendendosi la qualificazione europea. Ha raggiunto così il miglior piazzamento della sua storia in Serie A (escludendo il secondo posto del campionato 1954-55, al termine del quale fu retrocessa per illecito), piazzando inoltre il tedesco Oliver Bierhoff al primo posto nella classifica dei marcatori con 27 reti. La squadra friulana, sempre con alla guida Alberto Zaccheroni, si dimostra in questa stagione sotto l'aspetto tecnico-tattico, una delle più forti del campionato. La parentesi europea in Coppa UEFA dura solo due turni, i bianconeri superano i polacchi del Widzew Lodz, prima di essere estromessi dal torneo dagli olandesi dell'Ajax di Amsterdam. Nella Coppa Italia l'Udinese elimina nel secondo turno la Reggina, mentre nel terzo turno viene estromessa dalla Roma.

## Rosa
| N. |                        | Ruolo | Calciatore            |
| -- | ---------------------- | ----- | --------------------- |
| 1  | Italia (bandiera)      | P     | Luigi Turci           |
| 2  | Danimarca (bandiera)   | D     | Thomas Helveg         |
| 3  | Italia (bandiera)      | D     | Alessandro Orlando    |
| 4  | Italia (bandiera)      | D     | Valerio Bertotto      |
| 5  | Italia (bandiera)      | D     | Alessandro Calori     |
| 6  | Belgio (bandiera)      | C     | Johan Walem           |
| 7  | Brasile (bandiera)     | A     | Márcio Amoroso        |
| 8  | Ghana (bandiera)       | D     | Mohammed Gargo        |
| 9  | Egitto (bandiera)      | A     | Hazem Emam            |
| 10 | Italia (bandiera)      | C     | Tomas Locatelli       |
| 11 | Italia (bandiera)      | A     | Paolo Poggi           |
| 12 | Italia (bandiera)      | P     | Massimiliano Caniato  |
| 13 | Belgio (bandiera)      | D     | Régis Genaux          |
| 14 | Paesi Bassi (bandiera) | C     | Elijah Louhenapessy   |
| 15 | Italia (bandiera)      | D     | Marco Zanchi          |
| 16 | Italia (bandiera)      | C     | Giuliano Giannichedda |
| 17 | Italia (bandiera)      | P     | Alessandro Leopizzi   |
| 18 | Marocco (bandiera)     | C     | Adil Ramzi            |
| 19 | Danimarca (bandiera)   | C     | Martin Jørgensen      |
| 20 | Germania (bandiera)    | A     | Oliver Bierhoff       |
| 21 | Italia (bandiera)      | C     | Vito Lasalandra       |

| N. |                      | Ruolo | Calciatore                 |
| -- | -------------------- | ----- | -------------------------- |
| 22 | Senegal (bandiera)   | C     | Joachim Fernandez          |
| 23 | Italia (bandiera)    | D     | Alessandro Pierini         |
| 24 | Italia (bandiera)    | D     | Giovanni Bia               |
| 25 | Italia (bandiera)    | D     | Gilberto D'Ignazio Pulpito |
| 26 | Italia (bandiera)    | C     | Jonathan Bachini           |
| 27 | Italia (bandiera)    | C     | Massimiliano Cappioli      |
| 28 | Italia (bandiera)    | C     | Francesco Statuto          |
| 29 | Ghana (bandiera)     | C     | Stephen Appiah             |
| 30 | Argentina (bandiera) | C     | Mauricio Pineda            |
| 33 | Argentina (bandiera) | D     | Mauro Navas                |
| 34 | Italia (bandiera)    | D     | Daniele Chiarini           |
| 36 | Italia (bandiera)    | C     | Maurizio Bedin             |
|    | Italia (bandiera)    | P     | Giorgio Frezzolini         |
|    | Italia (bandiera)    | P     | Rocco Mattia               |
|    | Italia (bandiera)    | D     | Francesco De Falco         |
|    | Italia (bandiera)    | C     | Francesco Ripaldi          |
|    | Italia (bandiera)    | C     | Andrea Stampetta           |
|    | Italia (bandiera)    | C     | David Stefani              |
|    | Italia (bandiera)    | A     | Simone Motta               |
|    | Italia (bandiera)    | A     | Romano Tozzi Borsoi        |

## Risultati

### Serie A

#### Andata
| Arbitro: | Messina (Bergamo) |

|                          |           |                         |
| M. Amoroso 29’ Poggi 73’ | Marcatori | 59’, 89’, 90’ Batistuta |

| Arbitro: | Racalbuto (Gallarate) |

|              |           |                          |
| Palmieri 61’ | Marcatori | 1’ Bachini 59’ Locatelli |

| Arbitro: | Braschi (Prato) |

|                   |           |             |
| Bierhoff 25’, 85’ | Marcatori | 4’ Kluivert |

| Arbitro: | Pairetto (Torino) |

|                                                      |           |  |
| Crespo 32’ Sensini 83’ Maniero 86’ Strada 89’ (rig.) | Marcatori |  |

| Arbitro: | Ceccarini (Livorno) |

|                                    |           |                             |
| Calori 8’ Bierhoff 35’ Pierini 47’ | Marcatori | 26’ Montella 39’ Boghossian |

| Arbitro: | Tombolini (Ancona) |

|                                    |           |                                   |
| M. Amoroso 29’ (rig.) Cappioli 85’ | Marcatori | 4’ Martusciello 35’ (aut.) Calori |

| Arbitro: | Cesari (Genova) |

|                                                              |           |               |
| Conte 36’ F. Inzaghi 68’ Del Piero 72’ (rig.) N. Amoruso 89’ | Marcatori | 14’ Locatelli |

| Arbitro: | Serena (Bassano del Grappa) |

|                               |           |  |
| Poggi 45’ Bierhoff 86’ (rig.) | Marcatori |  |

| Arbitro: | De Santis (Tivoli) |

|  |           |                                       |
|  | Marcatori | 54’, 89’ Bierhoff 83’ Poggi 90’ Walem |

| Arbitro: | Ceccarini (Livorno) |

|                     |           |                                       |
| Fuser 31’ Negro 41’ | Marcatori | 32’ Poggi 73’ Cappioli 84’ M. Amoroso |

| Arbitro: | Bolognino (Milano) |

|                                            |           |                                       |
| Bierhoff 13’, 81’ M. Amoroso 36’ Poggi 67’ | Marcatori | 27’ Andersson 42’ Nervo 85’ Kolyvanov |

| Bari 14 dicembre 1997 12ª giornata | Bari                 | 0 – 0 referto | Udinese | Stadio San Nicola (17.000 spett.)\| Arbitro: \| Trentalange (Torino) \| |
| Arbitro:                           | Trentalange (Torino) |               |         |                                                                         |

| Arbitro: | Bazzoli (Merano) |

|                |           |  |
| Bierhoff 90+1’ | Marcatori |  |

| Arbitro: | Collina (Viareggio) |

|                  |           |                   |
| Balbo 59’ (rig.) | Marcatori | 49’, 56’ Bierhoff |

| Arbitro: | Rossi (Ciampino) |

|                    |           |                 |
| Crasson 90’ (aut.) | Marcatori | 27’ C. Bellucci |

| Arbitro: | Borriello (Mantova) |

|          |           |              |
| Gallo 9’ | Marcatori | 49’ Bierhoff |

| Arbitro: | De Santis (Tivoli) |

|                                 |           |  |
| Bierhoff 20’, 37’ Locatelli 44’ | Marcatori |  |

#### Ritorno
| Arbitro: | Treossi (Forlì) |

|              |           |  |
| Oliveira 75’ | Marcatori |  |

| Arbitro: | Pairetto (Nichelino) |

|                                                                             |           |  |
| Cyprien 21’ (aut.) Bierhoff 38’, 48’ Poggi 58’ (rig.), 66’ Giannichedda 89’ | Marcatori |  |

| Milano 11 febbraio 1998, ore 15:00 CET 20ª giornata | Milan               | 0 – 0 referto | Udinese | Stadio Giuseppe Meazza (47.000 spett.)\| Arbitro: \| Collina (Viareggio) \| |
| Arbitro:                                            | Collina (Viareggio) |               |         |                                                                             |

| Arbitro: | Farina (Novi Ligure) |

|              |           |            |
| Bierhoff 80’ | Marcatori | 33’ Crespo |

| Arbitro: | Tombolini (Ancona) |

|  |           |                                       |
|  | Marcatori | 36’, 63’ (rig.) Jørgensen 86’ Statuto |

| Arbitro: | Trentalange (Torino) |

|                        |           |  |
| C. Esposito 35’ (rig.) | Marcatori |  |

| Arbitro: | Ceccarini (Livorno) |

|             |           |               |
| Bachini 76’ | Marcatori | 89’ Del Piero |

| Arbitro: | Bolognino (Milano) |

|  |           |                               |
|  | Marcatori | 18’ (rig.) Bierhoff 27’ Poggi |

| Arbitro: | Braschi (Prato) |

|                                         |           |              |
| Walem 41’ Bierhoff 49’ Diana 83’ (aut.) | Marcatori | 78’ Javorčić |

| Arbitro: | Treossi (Forlì) |

|  |           |                          |
|  | Marcatori | 33’ R. Mancini 57’ Fuser |

| Arbitro: | Tombolini (Ancona) |

|                                |           |  |
| Šalimov 1’ Kolyvanov 4’ (rig.) | Marcatori |  |

| Arbitro: | Messina (Bergamo) |

|                   |           |  |
| Bierhoff 54’, 59’ | Marcatori |  |

| Arbitro: | Borriello (Mantova) |

|                           |           |  |
| Djorkaeff 80’ Ronaldo 85’ | Marcatori |  |

| Arbitro: | Bazzoli (Merano) |

|                                        |           |                |
| Bierhoff 23’, 89’ Calori 59’ Poggi 74’ | Marcatori | 45’, 73’ Totti |

| Arbitro: | De Santis (Tivoli) |

|                    |           |                            |
| Turrini 12’ (rig.) | Marcatori | 4’ Poggi 45’, 87’ Bierhoff |

| Arbitro: | Cesari (Genova) |

|              |           |  |
| Calori 90+4’ | Marcatori |  |

| Arbitro: | Paparesta (Bari) |

|            |           |                                 |
| Dicara 15’ | Marcatori | 1’ M. Amoroso 31’, 38’ Bierhoff |

### Coppa UEFA
| Arbitro: | Éric Blareau |

|            |           |  |
| Bogusz 63’ | Marcatori |  |

| Arbitro: | John Rowbotham |

|                                    |           |  |
| Bierhoff 2’ Poggi 7’ Locatelli 89’ | Marcatori |  |

| Arbitro: | Meier |

|          |           |  |
| Dani 28’ | Marcatori |  |

| Arbitro: | Durkin |

|                        |           |               |
| Poggi 25’ Bierhoff 32’ | Marcatori | 80’ Arveladze |

### Coppa Italia
| Arbitro: | Bonfrisco (Monza) |

|           |           |                          |
| Sesia 84’ | Marcatori | 74’ Hazem Emam 88’ Poggi |

| Arbitro: | De Santis (Tivoli) |

|                                                     |           |  |
| Bierhoff 9’ M. Amoroso 68’ (rig.) Cappioli 71’, 90’ | Marcatori |  |

| Arbitro: | Bazzoli (Merano) |

|                            |           |                        |
| Locatelli 28’ Bierhoff 79’ | Marcatori | 65’ Totti 82’ Gautieri |

| Arbitro: | Farina (Novi Ligure) |

|                                 |           |           |
| Paulo Sérgio 23’ Delvecchio 52’ | Marcatori | 45’ Poggi |